# 729 هـ
729 هـ هي سنة في التقويم الهجري امتدت مقابلةً في التقويم الميلادي بين سنتي 1328 و1329.

## أحداث
- وقعت معركة بيليكانون بين قوة التدخل السريع من قبل البيزنطيين بقيادة أندرونيكوس الثالث باليولوج والعثمانيين بقيادة السلطان أورخان غازي ،هزم الجيش البيزنطي ، في محاولة قدمت للتخفيف على المدن في الأناضول تحت الحصار العثماني.

## مواليد
- الفيروز آبادي
- مجد الدين الفيروزآبادي